# Carlo Houenou
Carlo Houenou (Vicenza, 31 agosto 1996) è un giocatore di calcio a 5 italiano.

## Carriera

### Club
Nato a Vicenza da genitori originari dal Benin, è il più giovane di quattro figli. Inizia a giocare a calcio nel settore giovanile della Garcia Moreno ma già a 12 anni passa al calcio a 5, venendo inserito nella formazione Esordienti dell'Arzignano. Con i biancorossi completa l'intera trafila giovanile fino all'esordio in Serie A2 con la prima squadra. Nella stagione 2016-17 mette a segno 11 reti in campionato, mentre in quella successiva 20 di cui 5 nei vittoriosi play-off che riportano l'Arzignano nella massima serie dopo otto anni di assenza.

### Nazionale
Punto fermo della Nazionale Under-21, nell'aprile del 2017 viene convocato dal commissario tecnico Roberto Menichelli per uno stage con la Nazionale maggiore. L'esordio avviene il 25 settembre 2018, durante l'incontro amichevole pareggiato contro il Belgio per 1-1. Un mese più tardi realizza la sua prima rete con la maglia azzurra, siglando il momentaneo 2-1 nell'amichevole vinta dall'Italia per 4-2 contro la Bielorussia.